# Leucheria multifida
Leucheria multifida là một loài thực vật có hoa trong họ Cúc. Loài này được (DC.) S. Moore mô tả khoa học đầu tiên năm 1904.